# Jacksonville (Caroline du Nord)
Pour les articles homonymes, voir Jacksonville.
La ville de Jacksonville est le siège du comté d'Onslow, situé en Caroline du Nord, aux États-Unis.

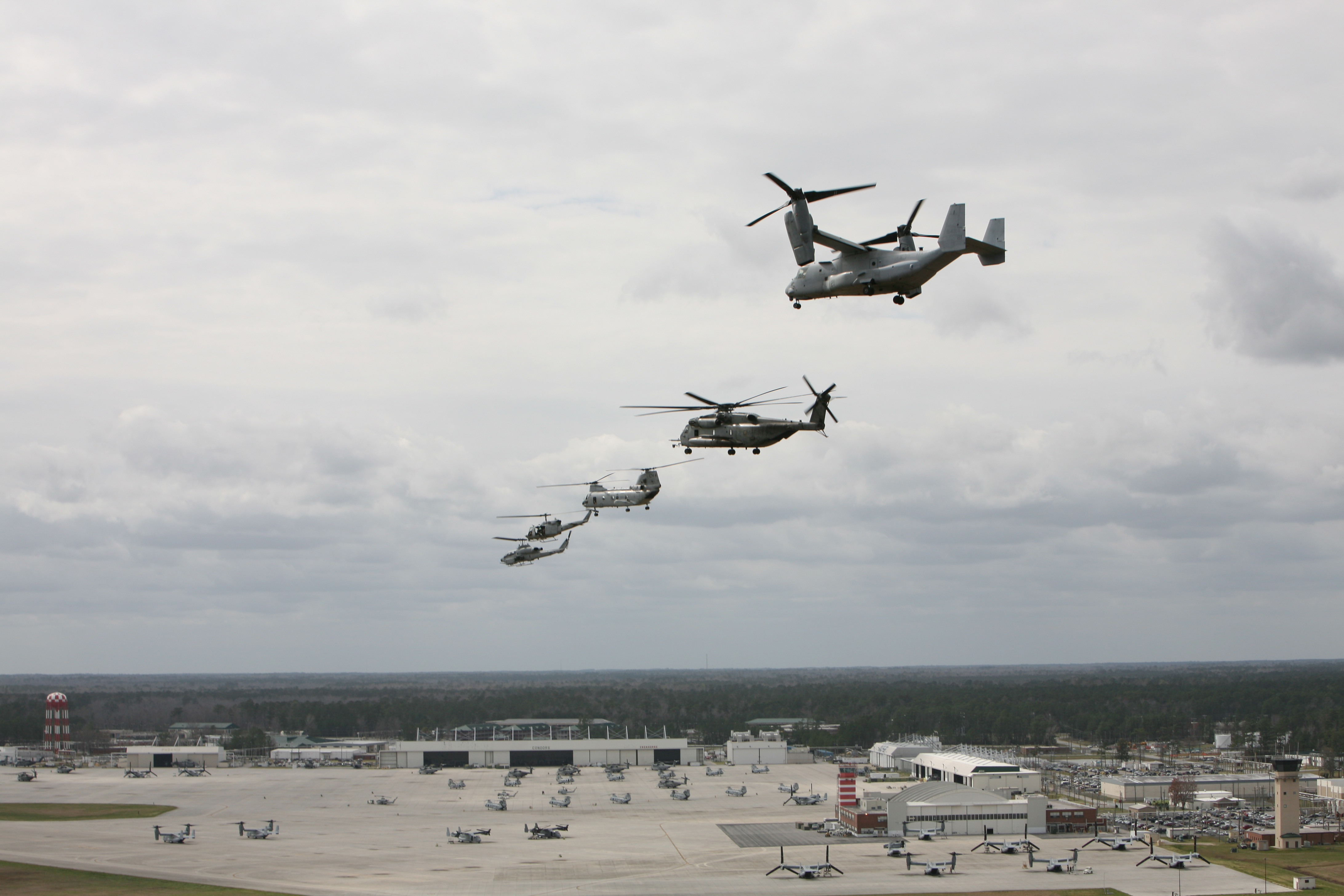
Un V-22 Osprey, un CH-53E Super Stallion, un CH-46 Sea Knight, un UH-1N Huey, et un AH-1 Cobra en vol à la Marine Corps Air Station New River de Jacksonville le 18 mars 2008.

## Démographie
| 1870 | 1880 | 1890 | 1900 | 1910 | 1920 |
| ---- | ---- | ---- | ---- | ---- | ---- |
| 60   | 94   | 170  | 309  | 505  | 656  |

| 1930 | 1940 | 1950  | 1960   | 1970   | 1980   |
| ---- | ---- | ----- | ------ | ------ | ------ |
| 783  | 873  | 3 960 | 13 491 | 16 289 | 18 237 |

| 1990   | 2000   | 2010   | - | - | - |
| ------ | ------ | ------ | - | - | - |
| 30 013 | 66 715 | 70 145 | - | - | - |